# Zwevende stoffen
Zwevende stoffen of ‘vaste stoffen in suspensie’ zijn minerale of organische vaste stoffen in water, lucht (of een ander omringend medium) die niet oplossen en in suspensie worden gehouden vanwege hun kleine formaat en lage gewicht (vooral met een dichtheid vergelijkbaar met die van het omringende medium) of herverdeeld worden door lichte bewegingen van het medium.

## Basiseigenschappen
Typische groepen zwevende stoffen zijn: 
- Aërosoldeeltjes in de lucht (met name fijnstof), verschillende soorten stof, soms ook mist
- Sedimentatie die leidt tot afzetting van modder of slib
- Kleine slibvlokken in afvalwater of stromend water

## Zwevende stof in dehydrologie
Indrukwekkende voorbeelden van grote hoeveelheden zwevend stof zijn rivieren zoals de Amazone, de Nijl of de Mekong of de voormalige zijrivieren van het Jezero-kratermeer op Mars. Afhankelijk van de samenstelling resulteert de zwevende stof in een typische kleur van de rivier.   